# Miracle Mile (álbum de Tangerine Dream)
Miracle Mile es la decimotercera banda sonora compuesta por el grupo alemán de música electrónica Tangerine Dream. Publicada en 1989 por el sello Private Music se trata de la música compuesta para la película homónima, titulada en España 70 minutos para huir, dirigida por Steve De Jarnatt y protagonizada por Anthony Edwards, Mare Winningham y John Agar.
Matt Hargreaves, en su crítica para AllMusic, indica que "es en realidad una de las bandas sonoras con un concepto más fuerte de cuantas haya hecho Tangerine Dream. La película tiene un alto grado de tensión y la partitura da justo en el clavo. Utilizan principalmente ritmos de secuenciador intensos para mantener la tensión de la película.(...) es muy adecuada y muy fácil de escuchar.(...) Recomendado."

## Producción
Escrita y dirigida por Steve De Jarnatt la película es considerada un título de culto dentro de las películas ambientadas en holocaustos nucleares. Miracle Mile narra la historia de Harry (Edwards) un joven que accidentalmente descubre, tras una primera cita con Julie (Winningham), la inminencia de un ataque nuclear que arrasará la ciudad donde viven. Durante el tiempo que resta busca desesperadamente a Julia para lograr ponerse mutuamente a salvo.
Tangerine Dream, integrado entonces por Edgar Froese y Paul Haslinger en la que fuera su primera banda sonora conjunta, compusieron para la banda sonora un conjunto de canciones con muy poca melodía y abundante utilización de secuenciadores para incrementar la tensión que progresivamente se va narrando en pantalla.
En 2017 se realizó una reedición de la banda sonora en una serie limitada de 1.000 copias que incluía, además de la banda sonora publicada originalmente, un álbum adicional con el material original que el grupo entregó al director para ser utilizado durante el proceso de montaje. En 2018 también se volvió a realizar una reedición en disco de vinilo y en disco compacto.

## Lista de canciones
| N.º   | Título                      | Escritor(es)                | Duración |  |
| 1.    | «Teetering Scales»          | Edgar Froese Paul Haslinger | 3:41     |  |
| 2.    | «One For The Books»         | Edgar Froese Paul Haslinger | 3:07     |  |
| 3.    | «After The Call»            | Edgar Froese Paul Haslinger | 5:14     |  |
| 4.    | «On The Spur Of The Moment» | Edgar Froese Paul Haslinger | 3:03     |  |
| 5.    | «All Of A Dither»           | Edgar Froese Paul Haslinger | 3:27     |  |
| 6.    | «Final Statement»           | Edgar Froese Paul Haslinger | 3:16     |  |
| 7.    | «In Julie's Eyes»           | Edgar Froese Paul Haslinger | 3:16     |  |
| 8.    | «Running Out Of Time»       | Edgar Froese Paul Haslinger | 3:31     |  |
| 9.    | «If It's All Over»          | Edgar Froese Paul Haslinger | 4:37     |  |
| 10.   | «People In The News»        | Edgar Froese Paul Haslinger | 5:12     |  |
| 11.   | «Museum Walk»               | Edgar Froese Paul Haslinger | 3:13     |  |
| 41:37 |                             |                             |          |  |

## Personal
- Edgar Froese - interpretación, arreglos, ingeniería de grabación y producción
- Paul Haslinger - interpretación, arreglos, ingeniería de grabación y producción
- Karen J. Martineu - dirección artística
- Tish Fried - coordinador de arte
- Lionel Brown - fotografía